# ثعبان الفرعون

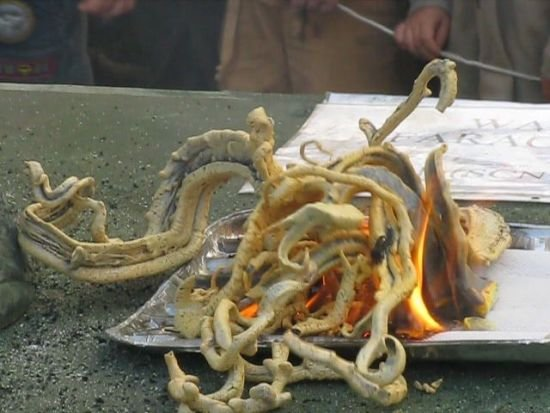
الناتج النهائي لعرض تفاعل ثعبان الفرعون

ثعبان الفرعون وهو اسم يطلق على مادة تنتج من تفاعل التفكك الحراري لمركب ثيوسيانات الزئبق الثنائي، والتي عدة ما يتم تحضيرها في العروض الكيميائية.
ينتج عن هذا التفاعل تفكك ثيوسيانات الزئبق مركبات سامة لذلك لم يعد يتم إجراؤه بشكل واسع، حيث يتطلب ذلك توفر تجهيزات الوقاية والسلامة. ولذلك يستخدم في العروض المدرسية مواد بديلة قادرة أن تنتبج وتنتفخ بالحرارة مثل مزيج بيكربونات الصوديوم مع مدقوق السكر والرمل والكحول في تفاعل يسمى الثعبان الأسود. كما يمكن استخدام حمض الكبريت المركز مع مدقوق السكر بطريقة أخرى.

## التفاعلات الكيميائية
عندما يسخن المركب لدرجات حرارة مرتفعة يحدث تفاعل ناشر للحرارة متعدد الخطوات يكون ناتجه كتلة كبيرة من جسم صلب يلتف على بعضه كما الثعبان. يكون للصلب الناتج لون يتراوح من الرمادي إلى لون قريب من لون الجلد، ويكون داخله عادة أغمق من خارجه.
يجري التفاعل وفق الخطوات التالية:
يؤدي تسخين مركب ثيوسيانات الزئبق الثنائي إلى تفككه حرارياً ليشكل في البداية كتلة بنية غير منحلة من نتريد الكربون C3N4، كما ينتج أيضاً كبريتيد الزئبق الثنائي وثنائي كبريتيد الكربون:
{\displaystyle \mathrm {2\ Hg(SCN)_{2}\ {\xrightarrow {\Delta }}\ 2\ HgS+CS_{2}+C_{3}N_{4}} }
ويتفكك ثنائي كبريتيد الكربون بدوره إلى ثنائي أكسيد الكربون وثنائي أكسيد الكبريت:
{\displaystyle \mathrm {CS_{2}+3O_{2}\ {\xrightarrow {\Delta }}\ CO_{2}+2\ SO_{2}\uparrow } }
أما نتريد الكربون فيتفكك إلى غازي النتروجين والسيانوجين.
{\displaystyle \mathrm {2\ C_{3}N_{4}\ {\xrightarrow {\Delta }}\ 3\ (CN)_{2}+N_{2}\uparrow } }
ويتفاعل كبريتيد الزئبق مع الأكسجين لينتج بخار الزئبق وغاز ثنائي أكسيد الكبريت، لذلك يتشكل لون رمادي على الجدران الداخلية في حال تم إجراء التفاعل في إناء:
{\displaystyle \mathrm {HgS\ +\ O_{2}\ {\xrightarrow {\Delta }}\ Hg\ +\ SO_{2}} }

## التاريخ
اكتشف التفاعل لأول مرة من الكيميائي الألماني فريدرش فولر سنة 1821 حيث وصف تفاعل تفكك ثيوسيانات الزئبق، ثم انتشر بين الناس تحت اسم ثعبان الفرعون، قبل أن يضعف الانتشار بسبب السمية.